# Fannie Hardy Eckstorm
Fannie Pearson Hardy Eckstorm, född 18 juni 1865 och död 31 december 1946, var en amerikansk författare, ornitolog och folklorist, som till största delen var verksam i delstaten Maine, där hon både föddes och dog. Hennes stora kunskap om delstaten gjorde henne till en av de största auktoriteterna på regionens historia, natur och kultur.

## Biografi

### Barn- och ungdom
Fannie Pearson Hardy föddes i Brewer, Maine den 18 juni 1965. Hon utbildade sig först på Bangor High School, för att vintern 1883 börja på Abbot Academy i Andover, Massachusetts. Hon tog sin examen 1888 på Smith College där hon även var med om att grunda skolans lokalavdelning för National Audubon Society, tillsammans med bland andra Florence Augusta Merriam.

### Karriär
Mellan åren 1889–1891 var Hardy överintendent för skolorna i Brewer, och blev därmed den första kvinnan i Maine som innehade den positionen. 1891 skrev hon en rad artiklar om Maines jaktlagar för tidskriften Forest and Stream.
Vid sekelskiftet började Fannie Hardy Eckstorms karriär att ta fart. Hon skrev för tidskrifter som Bird-Lore, föregångaren till National Audubon Societys tidning The Audubon Magazine, och för Auk, innan hon gav ut sina första två böcker The Bird Book och The Woodpeckers. Hennes nästa bok, The Penobscot Man, som gavs ut 1904, handlar om skogshuggarna och flottarna som fanns omkring henne under hennes barndom, och hennes bok David Libbey: Penobscot Woodsman and River Driver från 1907, beskriver ingående livet för en av dessa män.
Året därpå grundade hon Brewers stadsbibliotek samtidigt som hon publicerade artiklar och bokkritik, där den mest anmärkningsvärda var den om Henry David Thoreaus Maine Woods. Hon bridrog även till Louis C. Hatch's Maine A History (1919), gav ut Minstrelsy of Maine (1927) tillsammans med Mary Winslow Smyth, och arbetade på British Ballads from Maine (1929) med Smyth Phillips Barry. Eckstorm skrev även om Maines ursprungsbefolkningars språk och kultur.

### Familj och privatliv
Fannie Pearson Hardy, uppvuxen i Brewer, Maine, var dotter till Manly Hardy, pälshandlare, naturvetare och taxidermist och hennes farfar var konstnären Jeremiah Pearson Hardy. 1893 gifte hon sig med Jacob A. Eckstorm som var pastor i Chicago, och samma år flyttade de till Eastport, Maine. Paret fick två barn och flyttade sedermera till Providence, Rhode Island där hennes man dog 1899. Efter hans bortgång flyttade hon tillbaka, tillsammans med sin barn, till Brewer, där hon dog den 31 december 1946.